# Caulleriella hamata
Caulleriella hamata är en ringmaskart som först beskrevs av Hartman 1948.  Caulleriella hamata ingår i släktet Caulleriella och familjen Cirratulidae. Inga underarter finns listade i Catalogue of Life.